# Светлая (Красноярский край)
Све́тлая — деревня в Ужурском районе Красноярского края России. Входит в состав Прилужского сельсовета.

## География
Деревня расположена в 55 км к югу от районного центра Ужур.

## Население
| 2010 |
| ---- |
| 0    |